# Dominik Stefanowicz
Dominik Stefanowicz (biał. Стафановіч Дамінік Рыгоравіч, ros. Стефанович Доминик Григорьевич, ur. 10 maja 1797, zm. ok. 1870) – polski pedagog muzyczny, dyrygent, kompozytor, pianista, propagator kultury muzycznej w Mińsku.

## Życiorys
Znany jako nauczyciel młodego Stanisława Moniuszki, uczniami jego byli także Florian Miładowski i Kamila Marcinkiewicz. W latach 1820–1835 był dyrygentem orkiestry miejskiej w Mińsku. Od roku 1848 pełnił funkcję dyrektora prywatnej pensji dla panien, w latach 1848–1865 uczył też muzyki i śpiewu w gimnazjum męskim w Mińsku. Dominik Stefanowicz był też kompozytorem, w ostatnich latach odnaleziono w jednej z wileńskich bibliotek rękopis jego Mszy D-dur.

## Twórczość
- Msza D-dur